# Ким Чольсу
Ким Чольсу (род. 12 сентября 1982, КНДР) — северокорейский дзюдоист, чемпион и призёр чемпионатов Азии, призёр чемпионата мира. Участник летних Олимпийских игр 2008 года в Пекине.

## Карьера
Выступал в лёгкой весовой категории (до 73 кг). В 2007 году Ким стал бронзовым призёром IV Всемирных летних игры военнослужащих в Хайдарабаде и чемпионом Азии. В 2009 году он взял бронзу чемпионата Азии в Тайбэе и серебро чемпионата мира в Роттердаме. В 2011 году стал бронзовым призёром чемпионата Азии в Абу-Даби.
На летних Олимпийских играх 2008 года в Пекине Ким последовательно победил кубинца Рональда Жиронеса и грузина Давида Кевхишвили, но уступил азербайджанцу Эльнуру Мамедли. В утешительной схватке кореец проиграл бельгийцу Дирку ван Тихелту и занял 9-е место.